# Зимин, Иван Алексеевич
Иван (Иоанн) Алексеевич Зимин (Глебов) (1789 — не ранее 1850) — протоиерей Русской православной церкви, ректор духовных училищ, профессор богословия в Императорском Харьковском университете.

## Биография
Иоанн родился в 1789 году в селе Зимине, Михайловского уезда, Рязанской губернии; в семье местного священника Алексея Глебова; фамилию же, по неизвестным причинам, носил производную от названия родного села — Зимин. Образование получил в Рязанской духовной семинарии, а затем в Московской духовной академии, куда был отправлен в 1816 году по требованию Комитета духовных училищ.
По окончании МДА Зимин в 1820 году был возведён академической конференцией в степень магистра и определен в Харьковский коллегиум учителем церковной истории и французского языка.

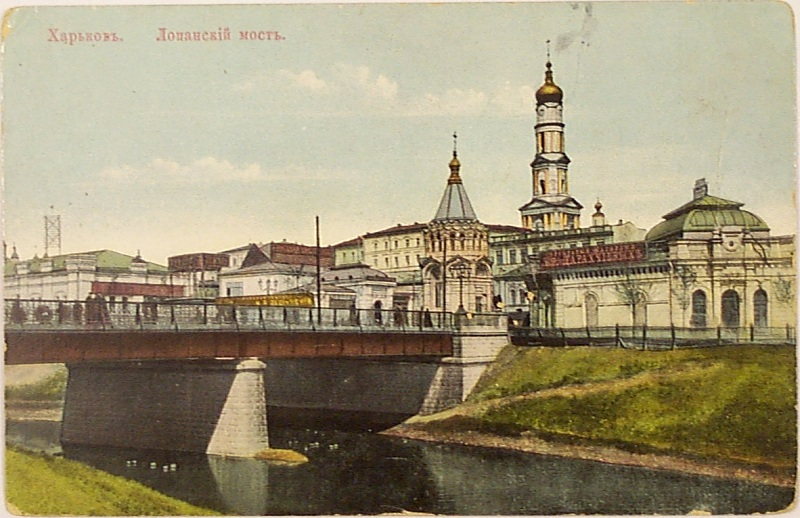
Харьков. Лопанский мост.
Справа Успенский собор. XIX век.

Рукоположенный в 1823 году в диаконы и в том же году в священники к Харьковскому Успенскому собору, он в 1827 году был назначен законоучителем в Харьковскую гимназию, а в 1831 году в Харьковский институт благородных девиц, где, по повелению государя, был награжден брильянтовым перстнем и наперсным крестом.
В 1835 году состоялось назначение его на должность ректора духовных училищ, а в 1837 году — на должность профессора Харьковского университета по кафедре догматического и нравственного богословия, церковной истории и церковного законоведения.
В «РБСП» говорится: «Лекции Зимина, по отзыву бывших его слушателей, отличались простым, ясным изложением, выражали полную сердечную веру лектора в то, что им излагалось; но для высшего учебного заведения они были несколько элементарны, недостаточно обоснованы, а потому слушателей не вполне удовлетворяли; взамен того, убежденный преподаватель христианского закона привлекал к себе всех самою личностью своею, полною кротости и добросердечия».
Прослужив до 1850 года, Зимин, согласно собственному прошению, был освобождён от службы в ИХУ.
В 1825 г. в журнале Сын Отечества была опубликована его речь, произнесенная 25 сентября (7 октября) в Харькове по случаю возобновления дворянских выборов.